# Тройное шунтирование Гомера
«Homer’s Triple Bypass» (с англ. — «Тройное шунтирование Гомера») — одиннадцатый эпизод четвертого сезона мультсериала «Симпсоны». Его премьера состоялась в США 17 декабря 1992 года. В эпизоде с Гомером Симпсоном случается сердечный приступ, когда мистер Бёрнс кричит на него на работе. Доктор Хибберт сообщает Гомеру, что он нуждается в тройном шунтировании, но семья Симпсонов узнав, сколько стоит операция в обычной больнице, прибегает к помощи неквалифицированного хирурга. Сценаристами эпизода являются Гари Эппл и Майкл Каррингтон, а режиссёром Дэвид Силверман.

## Сюжет
После того как Мардж предупреждает о вреде нездоровой пищи, Гомер чувствует боли в груди, которые повторяются на следующее утро. Мардж предлагает ему на завтрак овсянку, но он выбирает завтрак из яиц и бекона, а затем едет на работу. Во время поездки он чувствует боли в груди, но он считает, что это не проблемы с сердцем, а неисправность в коробке передач. Он останавливается на заправке, где механик говорит ему, что это, вероятно, его сердце. Радостный Гомер уезжает. На работе мистер Бёрнс кричит на Гомера за плохую работу и грозит ему увольнением. Гомер падает с сердечным приступом, но приходит в сознание, после того как Бёрнс говорит Смитерсу отправить окорок вдове. Узнав, что тот жив, Бёрнс отменяет посылку, к огорчению Гомера.
Гомер попадает в больницу, где Мардж навещает его, после того как узнаёт о случившемся во время резки купонов вместе с Пэтти и Сельмой. Доктор Хибберт сообщает Гомеру, что он нуждается в тройном шунтировании, которое будет стоить ему 30 000 долларов. Услышав это, Гомер получает ещё один сердечный приступ, что повышает цену операции до 40 000 долларов. Пытаясь найти способ заплатить за операцию, Мардж просит Гомера использовать медицинскую страховку, которую обеспечивает атомная станция, но Гомер говорит ей, что рабочие отказались от медицинского страхования ради игральных автоматов в комнате отдыха. Гомер идёт в страховую компанию «Веселая вдова», где отрицает, что у него проблемы со здоровьем, но у него случается сердечный приступ до подписания полиса. Не имея возможности позволить себе операцию в больнице, Мардж и Гомер видят рекламу доктора Ника Ривьеры, некомпетентного врача, который выполняет любую операцию за 129,95 долларов. Осознав, что альтернативы нет, Гомер решает воспользоваться более дешёвыми услугами.
Незадолго до операции доктор Ник, незнакомый с процедурой, смотрит учебное видео, но важные моменты операции оказываются заменены ток-шоу под названием «Люди, которые выглядят как вещи». Во время операции доктор Ник понимает, что он не знает, что делать. Лиза, которая наблюдает за операцией в амфитеатре, использует свои знания в области кардиологии для помощи доктору Нику. Операция проходит успешно, и Гомер идёт на поправку.

## Производство
«Homer’s Triple Bypass» является единственным эпизодом Симпсонов, сценарий которого написали Гари Эппл и Майкл Каррингтон. Они были приглашены в качестве внештатных сценаристов, потому что ни один из регулярных сценаристов не решился писать сценарий для эпизода. Ни Эппл, ни Каррингтон более не участвовали в написании сценариев для Симпсонов, хотя Каррингтон участвовал в озвучивании последующих эпизодов Симпсонов, таких как «I Love Lisa», «Homer and Apu» и «Simpson Tide». Идея эпизода пришла в голову Джеймсу Л. Бруксу, который хотел создать серию, в которой у Гомера случается сердечный приступ. Сценаристы были озабочены этим, потому что они предполагали, что серия получится слишком серьёзной. Они создали сцену, где Лиза и Барт посещают Гомера до операции, и представили её Бруксу. Брукс утвердил её в эпизоде. Первоначально операция должна была быть выполнена доктором Хиббертом, но он был заменён на доктора Ника. Во время премьерной трансляции серии номер телефона доктора Ника совпал с номером реальной юридической фирмы, чьи адвокаты заставили его изменить на 1-600-DOCTORB для последующих трансляций.
Создатели сериала решили, что Дэвид Силверман сможет сделать эпизод смешнее, поэтому он был выбран, чтобы придумать шутки. Он сделал всё возможное, чтобы гримасы Гомера были смешными, насколько это возможно, таким образом, чтобы эпизод был не совсем серьёзными. Силверман добавил некоторые специальные штрихи: например, когда душа Гомера покидает его тело, его нога по-прежнему касается его тела, чтобы показать, что он не умер. Отец Майка Рейсса, который является врачом, выступал в качестве медицинского консультанта при создании серии.
Этот эпизод должен был заканчиваться тем, что Гомер ест пиццу на больничной койке после операции, и Мардж спрашивает медсестру, где он взял пиццу. Это отражает более раннюю сцену воспоминаний, где дедушка Симпсон наблюдает за новорождённым Гомером, как он, ребёнок, жуёт кусок пиццы в больнице. Сцена была заменена на сцену, где Гомер встречается с семьёй после операции, находясь в реанимации.

## Культурные отсылки
Серия содержит в себе пародию на американское телешоу «Копы», она была включена, чтобы удлинить этот эпизод и её не было в оригинальном сценарии. Когда Гомер использует носок, с помощью которого делает куклу, чтобы рассказать историю Лизе и Барту, он использует Акбара и Джеффа, являющимися персонажами из еженедельного комикса Мэтта Грейнинга «Жизнь в аду». Гомер проезжает мимо дома, который был местом рождения Эдгара Аллана По, его поместил в эпизод Дэвид Силверман. Сцена, где Гомер поёт в церкви, будучи мальчиком, создана на основе фильма «Империя солнца».

## Отзывы
В своем первоначальном вещании эпизод «Homer’s Triple Bypass» был шестнадцатым в рейтингах за неделю 14—20 декабря 1992 года, с рейтингом Нильсена 14,3, что эквивалентно около 13,2 млн просмотров. Это было самое высокорейтинговое шоу той недели на канале Fox, обогнав сериал «Женаты… с детьми». Уоррен Мартин и Адриан Вуд, авторы I Can’t Believe It’s a Bigger and Better Updated Unofficial Simpsons Guide отметили «поучительную историю, которая даёт д-ру Нику его самый большой шанс проявить себя». Они также высоко оценили момент «кровать поднимается, кровать опускается». IGN отметил, что «эпизод Симпсонов „Homer’s Triple Bipass“ (именно так), представил поклонникам одного шоу милого второстепенного персонажа, д-ра Ника». Момент с Красти, где он говорит «это не грим», является одним из любимых в шоу Мэттом Грейнингом. The A.V. Club в своей рецензии отметил, что по драматизму данный эпизод наполнен более, чем какой-либо в «Симпсонах».